# Ван Боссёйт, Аннелен
Аннелен Ван Боссёйт (нидерл. Anneleen Van Bossuyt; род. 10 января 1980, Гент, Фламандский регион) — бельгийский политический деятель. Член партии «Новый фламандский альянс». Министр убежища, миграции и социальной интеграции Бельгии, ответственный за политику крупных городов, с 3 февраля 2025 года. Депутат Европейского парламента (2015—2019). Депутат Палаты представителей с 2019 года.

## Биография
Родилась 10 января 1980 года в Генте.

## Политическая карьера
8 января 2015 года стала депутатом Европейского парламента, заменила Луи Иде, покинувшего парламент после избрания генеральным секретарём «Нового фламандского альянса». Была членом Комитета по вопросам внутреннего рынка и защиты прав потребителей (IMCO), с 26 июня 2017 года — председатель.
По результатам парламентских выборов 2019 года избрана депутатом Палаты представителей. Переизбрана на выборах 2024 года.
3 февраля 2025 года назначена министром убежища, миграции и социальной интеграции, ответственным за политику крупных городов, в коалиционном правительстве под руководством премьер-министра Барта де Вевера.